# Jelačićové

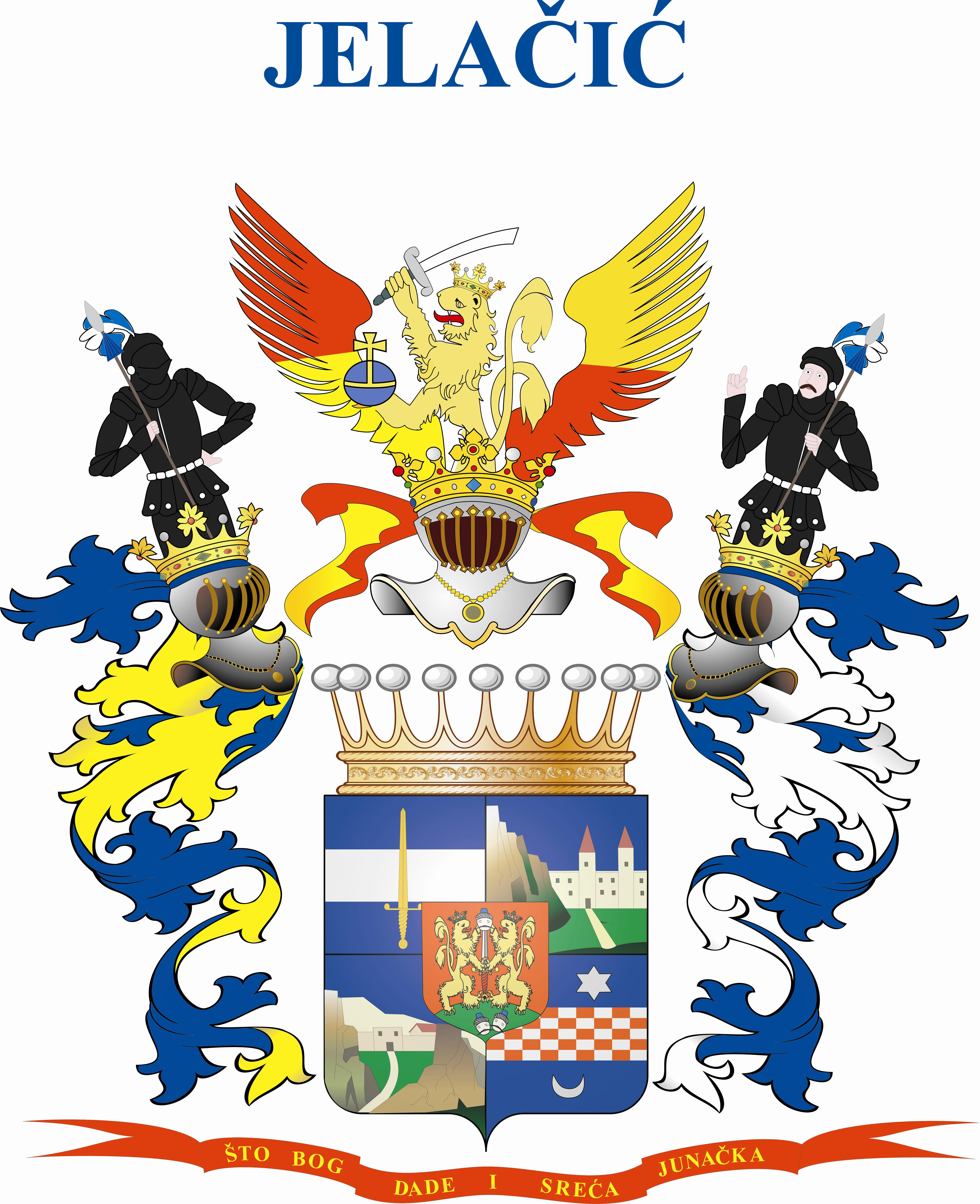
Erb hrabat Jelačićů z roku 1859

Jelačićové (chorvatsky Jelačići, německy Jellacic nebo Jellachich) je starý chorvatský šlechtický rod, jehož významní členové byli vysocí vojenští důstojníci, bánové (vicekrálové) Chorvatska a jiní státní úředníci. 
První zmínka o Jelačićích je ze 14. století z dnešní střední Bosny a Hercegoviny. V 16. století rod žil v centrální chorvatské historické oblasti Banovina mezi řekami Una a Kupa. V roce 1550 se v historických pramenech objevuje Mihajlo Jelačić, který žil v Topusku, a v roce 1551 Marko Jelačić, jehož děti byli Ivan, Juraj, Nikola, Petar, Gabrijel a Ana. V roce 1579 byl povýšen do šlechtického stavu a získal erb za zásluhy v bojích proti Osmanům. 
Kvůli osmanské expanzi odešli Jelačićové z oblasti řeky Uny a usadili se v Turopolje, Chorvatském Záhoří a Lice. Patřili k nim vojenští velitelé, kteří bojovali v mnoha bitvách proti Osmanům. Janko Jelačić byl spolubojovník Mikuláše Šubiće Zrinského a padl v roce 1566 ve slavné bitvě u Szigetváru. 
Během 17. a 18. století se rod rozdělil na několik větví. Pocházelo z něj mnoho vojenských velitelů, mezi nimiž nejznámějšími byli baron Franjo Jelačić (1746–1810), polní maršál v armádě habsburské monarchie, a jeho syn Josip (1801–1859), chorvatský bán. První byl známý svou účastí na napoleonských válkách, zatímco druhý se účastnil vojenských kampaní během maďarské revoluce roku 1848. Za své zásluhy dostal Josip Jelačić titul hraběte.